# 大間々昂
大間々 昂（おおまま たかし、1988年4月23日 - ）は、日本の作曲家、編曲家、ギタリスト。日音所属。

## 人物
洗足学園音楽大学にて作曲、アレンジメントを渡辺俊幸に師事。
主に映画・ドラマ・アニメの音楽をはじめ、CM、アーティストへの楽曲提供やプロデュース等、幅広い分野で活動をしている。
2019年12月からヤングジャンプ×ガンダム40周年コラボ（キングダムガンダム、テラフォーマーゴッグ）スペシャルPVの制作をきっかけにthe birds of paradise 名義で様々なジャンルのアーティストと共に活動を開始。

## 受賞歴
2025年
- 第48回日本アカデミー賞 優秀音楽賞（『正体』）

## 主な作品

### 映画
2014年
- 万能鑑定士Q -モナ･リザの瞳-（5月31日、東宝）※共同

2015年
- 予告犯（6月6日、東宝）

2017年
- 愚行録（1月18日、ワーナーブラザーズ、オフィス北野）
- 彼女がその名を知らない鳥たち（10月28日、クロックワークス）
- 機動戦士ガンダム Twilight AXIS（11月18日、サンライズ）

2018年
- スマホを落としただけなのに（11月2日、東宝）※共同

2019年
- 見えない目撃者（9月20日、東映）
- ヒキタさん！ご懐妊ですよ（10月4日、東映）
- ひとよ (11月8日、日活）

2020年
- スマホを落としただけなのに 囚われの殺人鬼（2月21日、東宝）※共同
- 宇宙でいちばんあかるい屋根（9月4日、KADOKAWA）
- サイレント・トーキョー（12月4日、東映）

2021年
- 樹海村（2月5日、東映）
- 浅草キッド (Netflix)（日活）

2022年
- 死刑にいたる病（5月6日、クロックワークス）
- アキラとあきら（8月26日、東宝）
- 君を愛したひとりの僕へ（10月7日、東映）
- 僕が愛したすべての君へ（10月7日、東映）

2023年
- 最後まで行く（5月19日、東宝）

2024年
- からかい上手の高木さん（5月31日、東宝）
- 正体（11月29日、松竹）

### ドラマ
2012年
- 親父がくれた秘密〜下荒井5兄弟の帰郷〜（9月12日、テレビ東京）※共同

2013年
- テレビ未来遺産 “終戦” 特別企画 報道ドラマ「生きろ」～戦場に残した伝言～（8月7日、TBS）
- 超絶☆絶叫ランド（7月17日 - 9月25日、TBS）※共同
- 鬼刑事 米田耕作2～黒いナースステーション～（9月13日、フジテレビ）
- タンクトップファイター（4月25日 - 6月20日、TBS）

2014年
- 花園オールドボーイ（2月11日、NHK） ※共同
- ディア・シスター（10月16日 - 12月18日、フジテレビ）※共同

2015年
- ワイルド・ヒーローズ（4月19日 - 6月21日、日本テレビ）※共同
- 予告犯 -THE PAIN-（6月7日 - 7月5日、WOWOW）

2016年
- 家族ノカタチ（1月17日 - 3月20日、TBS）※共同
- メガバンク最終決戦（2月14日 - 3月20日、WOWOW）
- 火の粉 (4月2日 - 5月28日、フジテレビ) ※共同
- コントレール～罪と恋～（4月15日 - 6月10日、NHK）※共同
- 死幣 -DEATH CASH-（7月14日 - 9月15日、TBS）
- 地味にスゴイ！校閲ガール・河野悦子（10月5日 - 12月7日、日本テレビ）

2017年
- 真昼の悪魔（2月4日 - 3月25日、フジテレビ）※共同
- ブラックリベンジ（10月5日 - 12月8日、日本テレビ）

2018年
- 花のち晴れ（4月17日 - 6月26日、TBS）
- イアリー  見えない顔（8月4日 - 9月8日、WOWOW)

2019年
- 悪党～加害者追跡捜査～ (5月12日 - 6月16日、WOWOW)

2020年
- おカネの切れ目が恋のはじまり（9月15日 - 10月6日、TBS）
- 殺意の道程（11月10日 - 12月22日、WOWOW）

2021年
- ボクの殺意が恋をした（7月4日 - 9月12日、日本テレビ）
- 密告はうたう 警視庁監察ファイル（8月22日 - 9月26日、WOWOW）

2022年
- ファイトソング（1月11日 - 3月15日、TBS）
- マイファミリー（4月10日 - 6月12日、TBS）
- 無言館（8月27日、24時間テレビ45内ドラマ、 日本テレビ）
- アトムの童（10月16日 - 12月11日、TBS）
- 両刃の斧（11月13日 - 12月18日、WOWOW）

2023年
- ペンディングトレイン-8時23分、明日 君と（4月21日 - 6月23日、TBS）

2024年
- Eye Love You（1月23日 - 3月26日、TBS）
- からかい上手の高木さん（4月2日 - 5月21日、TBS）
- 笑うマトリョーシカ（6月28日 - 9月6日、TBS）
- 密告はうたう2 警視庁監察ファイル（8月11日 - 9月29日、WOWOW）

2025年
- 初恋DOGs（7月1日 - 、TBS）

### アニメ
2015年
- 城下町のダンデライオン（7月3日 - 9月18日、TBS）※共同

2016年
- ファンタシースターオンライン2 ジ アニメーション（1月7日 - 3月31日、TBSテレビ）

2017年
- 機動戦士ガンダム Twilight AXIS (6月23日 - 9月1日、サンライズ配信)
- コンビニカレシ（7月7日 - 9月29日、TBSテレビ）※共同

2018年
- されど罪人は竜と踊る（4月6日 - 6月22日、TBSテレビ)

2019年
- ファンタシースターオンライン2 エピソード オラクル（10月7日 - 2020年6月、TBSテレビ）
- ヤングジャンプ×ガンダム40周年コラボ(キングダムガンダム、テラフォーマーゴッグ)スペシャルPV (12月) 「the 6th.moon feat. Coppe’&Kuzenkov」/the birds of paradise名義

2022年
- 機動戦士ガンダム 水星の魔女（7月14日（PROLOGUE）、10月2日 - 2023年1月8日、2023年4月9日 - 7月2日、毎日放送）

2023年
- AIの遺電子（7月8日 - 9月30日、毎日放送）※共同

2024年
- アオのハコ（10月3日 - 、TBSテレビ）

2025年
- 想星のアクエリオン Myth of Emotions（1月 - 、TOKYO MXほか）※共同

### ドキュメンタリー・CM・ほか
- NHKスペシャル 人類誕生（2018年4月8日 - 7月15日、NHK）
- NHKスペシャル スペーススペクタクル（2019年3月17日 - 9月8日、NHK）
- みんなで解決！子ども科学電話相談（2022年、NHK）
- Domestos TV CM (全世界)
- Dove TV CM (トルコ)
- TSUTAYA TV CM（日本)

### 作曲・プロデュース
- LIV MOON (ビクターエンタテインメント)アルバム「THE END OF THE BEGINNING」収録「Black Fairy」作曲
- AKANE LIV(ビクターエンタテインメント) アルバム「LIV」収録「BUTTERFLY」作曲
- ESCOLTA(ホリプロ) アルバム「ひとつの空」収録「空と海と風と」作曲
- Cyntia（ビクターエンタテインメント）アルバム『Lady Made』収録
  - I Will（編曲）
  - 箱庭のイデア（作曲・編曲）
- BIGMAMA (UK PROJECT) 4th アルバム「君がまたブラウスのボタンを留めるまで」ストリングス編曲
- Hey! Say! JUMP (J Storm) アルバム「smart」収録「Prelude of smart」作曲※共作
- Sexy Zone (ポニーキャニオン) 2ndアルバム「Sexy Second」収録「ぶつかっちゃうよ」作曲※共作
- EXO CBX 「Magic」収録「In this world」作曲